# William Theophilus Dortch
William Theophilus Dortch (* 23. August 1824 bei Rocky Mount, North Carolina; † 21. November 1889 in Goldsboro, North Carolina) war ein US-amerikanischer Politiker (Demokratische Partei). Er vertrat den Staat North Carolina während des Sezessionskrieges als Senator im Konföderiertenkongress.
Bereits vor Ausbruch des Bürgerkriegs war Dortch in seinem Heimatstaat politisch tätig. Ab 1852 war er Mitglied der Legislative von North Carolina (General Assembly), wobei er auch eine Amtszeit als Speaker des Repräsentantenhauses absolvierte.
Nach Kriegsbeginn wurde Dortch als Vertreter North Carolinas 1861 in den ersten Konföderiertenkongress gewählt; auch dem zweiten Kongress gehörte er während dessen gesamter Sitzungsperiode bis zur Niederlage der Konföderation am 10. Mai 1865 an. Während seiner Zeit als Senator wurde gegen ihn wegen einer angeblichen Beziehung zu einer Minderjährigen ermittelt; die Untersuchung wies ihn als unschuldig aus.
Auch nach dem Krieg war William Dortch noch einmal politisch tätig. Im Jahr 1876 fungierte er als Delegierter zur Democratic National Convention. Von 1879 bis 1885 saß er im Senat von North Carolina.